# Ситиу-Нову (Мараньян)

Ситиу-Нову на карте штата.

Ситиу-Нову (порт. Sítio Novo) — муниципалитет в Бразилии, входит в штат Мараньян. Составная часть мезорегиона Центр штата Мараньян. Входит в экономико-статистический микрорегион Алту-Меарин-и-Гражау. Население составляет 17 002 человека на 2010 год. Занимает площадь 3114,871 км². Плотность населения — 5,46 чел./км².

## Демография
Согласно сведениям, собранным в ходе переписи 2010 г. Национальным институтом географии и статистики (IBGE), население муниципалитета составляет:
| Полное население                               | Полное население                               | Полное население                               | Полное население                               | 17 002 |
| ---------------------------------------------- | ---------------------------------------------- | ---------------------------------------------- | ---------------------------------------------- | ------ |
| в том числе:                                   | Городское население                            | 5139                                           | Процент городского населения, %                | 30,23  |
|                                                | Сельское население                             | 11 863                                         | Процент сельского населения, %                 | 69,77  |
|                                                | Мужское население                              | 8942                                           | Процент мужского населения, %                  | 52,59  |
|                                                | Женское население                              | 8060                                           | Процент женского населения, %                  | 47,41  |
| Плотность населения, чел/км²                   | Плотность населения, чел/км²                   | Плотность населения, чел/км²                   | Плотность населения, чел/км²                   | 5,46   |
| Население муниципалитета в % к населению штата | Население муниципалитета в % к населению штата | Население муниципалитета в % к населению штата | Население муниципалитета в % к населению штата | 0,26   |

По данным оценки 2016 года, население муниципалитета составляет 17 663 жителя.

## История
Город основан 19 декабря 1961 года. 

## Статистика
- Валовой внутренний продукт на 2003 год составляет 26 155 197,00 реалов (данные: Бразильский институт географии и статистики).
- Валовой внутренний продукт на душу населения на 2003 год составляет 1665,51 реалов (данные: Бразильский институт географии и статистики).
- Индекс развития человеческого потенциала на 2000 год составляет 0,631 (данные: Программа развития ООН).